# Andrej Segeč
Andrej Segeč est un fondeur slovaque, né le 24 mai 1994 à Zvolen.

## Biographie
Membre du club Jase Latky, il fait ses débuts internationaux lors de la saison 2010-2011. Il y prend part au Festival olympique de la jeunesse européenne.
Sa prochaine compétition importante a lieu aux Jeux olympiques de la jeunesse d'hiver de 2012, à Innsbruck, où il est notamment 14e du sprint.
Il fait ses débuts en Coupe du monde en janvier 2013 à Liberec sur un sprint. Au même lieu, il court les Championnats du monde junior. Il est aussi sélectionné pour les Championnats du monde élite cet hiver à Val di Fiemme.
Son meilleur résultat dans les Championnats du monde junior est obtenu en 2014 sur le dix kilomètres classique : vingtième.
En 2015, il obtient son meilleur résultat en championnat du monde lors de l'édition de Falun, terminant 57e du sprint. 
Aux Jeux olympiques d'hiver de 2018, à Pyeongchang, il est au départ de trois courses individuelles et se classe au mieux 53e sur le sprint classique. Il sécurise ensuite un succès au classement général de la Coupe slave pour la première fois.

## Palmarès
| Édition / Épreuve   | Sprint                           | Sprint    | 15 km | 15 km                            | Skiathlon 2 × 15 km | 50 km | Relais | Relais    |
| Édition / Épreuve   | libre                            | classique | libre | classique                        | Skiathlon 2 × 15 km | 50 km | Sprint | 4 × 10 km |
| JO 2018 Pyeongchang | Épreuve inexistante à cette date | 53e       | 83e   | Épreuve inexistante à cette date | -                   | 49e   | 18e    | -         |

Légende :
- : pas d'épreuve
- — : Non disputée par Segeč

### Championnats du monde
| Épreuve / Édition           | Sprint                           | Sprint                           | 15 km                            | 15 km                            | Skiathlon 2 × 15 km | 50 km | Relais | Relais    |
| Épreuve / Édition           | libre                            | classique                        | libre                            | classique                        | Skiathlon 2 × 15 km | 50 km | Sprint | 4 × 10 km |
| Mondiaux 2013 val di Fiemme | Épreuve inexistante à cette date | 80e                              | -                                | Épreuve inexistante à cette date | -                   | -     | —      | -         |
| Mondiaux 2015 Falun         | Épreuve inexistante à cette date | 57e                              | -                                | Épreuve inexistante à cette date | -                   | -     | 22e    | -         |
| Mondiaux 2017 Lahti         | 68e                              | Épreuve inexistante à cette date | Épreuve inexistante à cette date | 64e                              | -                   | -     | 20e    | -         |
| Mondiaux 2019 Seefeld       | 75e                              | Épreuve inexistante à cette date | Épreuve inexistante à cette date | Abandon                          | -                   | -     | 20e    | -         |